# ویکتورینوس پتائو
ویکتورینوس پتائو (آلمانی: Pettau; ۱ ژانویهٔ ۰۲۵۰ – 303 یا 304 AD) قدیس مسیحی اهل روم باستان بود. یک نویسنده کلیسایی مسیحیت اولیه بود که در حدود ۲۷۰ شکوفا شد و در جریان آزار و اذیت امپراتور دیوکلتیان به شهادت رسید. اسقف Poetovio (پتوی امروزی) در اسلوونی؛ آلمانی: Pettau) در پانونیا، ویکتورینوس با نام‌های Victorinus Petavionensis یا Poetovionensis نیز شناخته می‌شود. ویکتورینوس تفسیرهایی بر متون مختلف در کتاب مقدس مسیحیان نوشت.